# Palms
Palms (abreviado Palms) fue una revista ilustrada con descripciones botánicas que fue editada por Palm Society en Estados Unidos. Se publicaron 43 números desde el año 1999, con el nombre de Palms: Journal of the International Palm Society. Lawrence, KS. Fue precedida por Principes; Journal of the (International) Palm Society. Miami, Fl, Lawrence, KS.